# Афанасьев, Валерий Васильевич
Валерий Васильевич Афанасьев (род. 3 сентября 1976, Ленинград) — российский хоккейный тренер.

## Биография
Жил в Выборгском районе Ленинграда, с детства играл за команду стадиона «Светлана». Тренер Алексей Николаевич Галушкин. В 12 лет перешёл в «Ижорец», стал каждый день ездить в Колпино на электричке. Два сезона (1994/95 — 1995/96) отыграл за команду в открытом чемпионате России. Также в сезоне-1995/96 параллельно выступал в первенстве Санкт-Петербурга за «Большевик».
В 1996 году в 19 лет по запросу Федерации хоккея Мексики уехал в Мексику, проработал там пять лет. Два года работал с канадскими тренером Мишелем Шароном, возглавлявшим сборную Мексики, работал с Борисом Дороженко. Тренировал сборные U18 и U20, получил мексиканское гражданство, должен был играть за национальную команду. В 1998 году родился сын Кристиан.
Вернувшись в 2004 году в Санкт-Петербург, открыл сеть мексиканских ресторанов «Tequilla Boom». Через пару лет решил вновь заняться хоккеем и возглавил команду сына — сначала СКА 1997 года рождения, затем СКА ВНХ 98. В 2005 году вместе с Дмитрием Никитиным и Юрием Обороком организовал хоккейный клуб «Серебряные львы».
Окончил Военный институт физической культуры (СПб).
Среди воспитанников — Николай Кныжов, Алексей Мельничук, Александр Алексеев, Андрей Алтыбармакян, Георгий Иванов, Кирилл Петьков, Павел Кукштель, Кристиан Афанасьев, Алексей Полодян, Константин Чернюк, Артём Мальцев, Ян Хоменко.
Чемпион Эстонии 2005 года в составе клуба «Старз».
Президент клуба «Красная Звезда». Игрок СПбХЛ с первого сезона.
19 мая 2022 года был назначен главным тренером команды МХЛ «СКА-Варяги» (сменён 17 ноября) и главным тренером-координатором академии СКА. С 5 сентября 2023 года по 19 ноября 2024 — главный тренер команды МХЛ «Динамо» Санкт-Петербург.